# Saint-Nicolas-la-Chapelle, Savoie
Saint-Nicolas-la-Chapelle este o comună în departamentul Savoie din sud-estul Franței. În 2009 avea o populație de 409 de locuitori.

## Evoluția populației
| An        | 1975 | 1982 | 1990 | 1999 | 2006 | 2009 |
| --------- | ---- | ---- | ---- | ---- | ---- | ---- |
| Populație | 341  | 402  | 416  | 418  | 407  | 409  |